# Meu Reino Encantado - De Pai pra Filho
Meu Reino Encantado - De Pai pra Filho é o décimo quinto álbum de estúdio e nono DVD do cantor brasileiro Daniel em carreira solo. Foi gravado ao vivo na fazenda do cantor em Brotas, no interior de São Paulo, durante o momento de isolamento da pandemia de Covid-19, e lançado em 2 de setembro de 2022 pela ONErpm, sendo o quarto do projeto Meu Reino Encantado. Realizado em parceria com seu pai José Camillo, ele trouxe canções que marcaram a memória afetiva de Daniel, além da inédita "Sou Seu Fã", feita especialmente para o projeto.
Posteriormente, o álbum foi lançado em DVD, e em uma edição especial em vinil duplo, fabricado com um material transparente, pois a matéria prima original na cor preta não está mais disponível.

## Precedentes
Daniel, juntamente com o saudoso João Paulo, já planejavam convidar José Camillo para algum projeto, de lhe fazer uma homenagem, infelizmente isso não foi possível. Sr. Camillo já participou do primeiro disco em carreira solo do cantor, além dos três volumes anteriores do projeto Meu Reino Encantado, sendo uma forma de Daniel retribuir tudo o que ele representa em sua vida.
Durante o momento de isolamento da pandemia, o cantor manifestou o desejo de realizar e registrar um projeto com seu pai, foi então que surgiu a ideia de separar um repertório com músicas que eles cantavam juntos em casa, na boleia do caminhão e nas horas vagas. Foram convidados músicos que se familiarizam com a música raiz e uma equipe de filmagem, então o projeto foi registrado ao vivo na fazenda de Daniel, com o intuito dos registros ficarem com ele para serem guardados de recordação. Foi então que surgiu a ideia de lançar o projeto, junto aos episódios.

## Sobre o álbum
Não é à toa que o cantor Daniel sempre fala que o pai, Sr. José Camillo, foi e é uma de suas grandes inspirações em muitos aspectos de sua vida, inclusive na música. “Uma das primeiras canções que lembro de ouvir o pai cantar foi 'Pé de Ipê'. Uma lição e uma mensagem. Ele tem uma forma tão natural de cantar e de esboçar suas emoções por meio da música, que eu, vendo tudo isso, pensei que deveria dar continuidade;” confessou.
No mês dos pais, agosto, o cantor lançou este projeto especial e relembrou canções que marcaram a história de ambos: Meu Reino Encantado - De Pai pra Filho. A partir do dia 5, todas as terças e sextas –  dias 5, 9, 12, 16, 19, 23, 26 e 30 de agosto – sempre pelo seu canal oficial do YouTube, foram disponibilizadas gravações de Daniel com o pai, que posteriormente ganharam também as plataformas musicais. Foram oito episódios, com duração entre 8 e 20 minutos cada, repletos de histórias e muitas canções que celebram a música raiz e o que pai e filho já viveram juntos ao longo dos anos. “Desde o início, na boleia do caminhão, viajando com ele, dentro de casa, nos momentos em família. São canções que trazem um conteúdo diferente para gente, que marcaram momentos especiais e muito particulares;” revelou.
Entre as 21 canções selecionadas, uma delas é inédita: "Sou Seu Fã", uma composição de Elias Muniz. Feita a partir de um pedido de Daniel a Muniz, a faixa musical é uma verdadeira declaração tanto do pai ao filho quanto de filho para pai. "O Menino da Porteira" constou na lista de reproduções por ser uma das primeiras músicas que Daniel aprendeu a cantar com o pai. Já "Meu Reino Encantado", foi a canção que deu título a uma sequência de três álbuns, lançados em 2000, 2003 e 2005, e que teve a participação ativa do Sr. José Camillo. O repertório completo é composto ainda por: "O Ipê e o Prisioneiro", "Recordação", "Pé de Ipê", "Velha Porteira", "Boiadeiro Errante", "Viola Cabocla", "Saudade", "Amargurado", "Preto Velho", "Querência Linda", "Sonho de Caboclo", "Lá Onde Eu Moro", "Meu Endereço", "Caminheiro", "Pé de Cedro", "Campeão do Pialo", "Um Pouco de Minha Vida" e "Herói Sem Medalha". Essas três últimas músicas, foram gravadas somente com o toque da viola caipira.
Motivo de orgulho e carinho, o cantor celebrou a seleção das canções, que contempla modas de viola ao estilo do campo, o mais rústico e autêntico possível. O resultado é a origem e a história da família em sua essência. Parte da produção e os arranjos foram feitos de forma antecipada, formatadas em estúdio com os músicos Emílio Martins, Fernando Baron, Gilmar Faustino, Iono Bass e Nego Júlio, além de Marcelo Viola. Além disso, todos os cuidados e medidas de segurança foram adotadas com a intenção de preservar a saúde dos pais e do irmão de Daniel, além dos demais membros da equipe. As gravações foram feitas em um clima familiar, bastante íntimo e muito colaborativo.
Ao longo das gravações, Daniel procurou exibir as vivências, experiências e riquezas familiares a partir do patriarca, além de expressar amor e gratidão. Na ocasião, o Sr. José Camillo esbanjou vitalidade aos 83 anos de idade.
Muito ligado a família, o cantor sempre teve o desejo de gravar um projeto com esse perfil, acompanhado do pai, e viu a oportunidade perfeita surgir nesse momento. “Só existe uma coisa que consegue atravessar o tempo e a distância: a música! Ela é poderosa, nos aproxima de pessoas, nos transforma, nos dá a oportunidade de revivermos momentos especiais;” definiu.

## Calendário de lançamento dos episódios
- 5 de agosto – O canto que enganava a saudade

No primeiro episódio da série Daniel e Sr. José Camillo, a bordo de um caminhão, relembram as histórias familiares. O primeiro violão de Daniel, a forma que o Sr. José Camillo driblava a saudade da família enquanto estava longe, além das primeiras lições de canto e afinação são rememoradas em um momento mágico e especial entre pai e filho. As canções interpretadas são: "Saudade", "Caminheiro" e "Preto Velho".
- 9 de agosto – Delícias da infância

No segundo episódio Sr. José Camillo conta sobre sua infância, de seus irmãos e pais, a vida na roça, as diferenças daquela época e na atualidade e algumas das delícias da vida simples – desde andar descalço, até tomar banho de rio, dançar nos bailes e cantar em rodas com amigos. As canções interpretadas são: "Pé de Ipê" e "Meu Reino Encantado".
- 12 de agosto – Sou seu fã

A canção inédita "Sou Seu Fã" foi lançada para homenagear Sr. José Camillo e todos os pais nesse dia especial. Além disso, nesse episódio, Sr. José Camillo fala sobre a escolha dos nomes dos filhos. Daniel se emociona e relembra a triste e dura perda de seu amigo e parceiro João Paulo e o suporte que sempre recebeu da família. Daniel aponta ainda semelhanças com o pai e com as filhas, o amor e o orgulho que sentem um pelo outro. "O apoio pra começar. A parceria para caminhar. A força para seguir em frente. Que tudo isso passe de pai pra filho. Em todos os lares. Hoje e sempre;" Daniel.
- 16 de agosto – Uma história de amor

No quarto episódio Sr. José Camillo conta sobre o início do relacionamento com a Dona Maria Aparecida, mãe de Daniel, nascidos na mesma fazenda, com um ano e um dia de diferença. Desde muito pequenos, a relação entre as famílias, os afazeres e uma canção especial destinada à matriarca. As canções interpretadas são: "Recordação", "Meu Endereço" e "Velha Porteira".
- 19 de agosto – Transformações de uma vida

Sr. José Camillo conta como era para namorar na sua época. E celebra e relembra os 61 anos de casado com Dona Maria Aparecida, a chegada dos filhos, a paternidade, as dificuldades enfrentadas e os cuidados com o filho Gilmar, irmão de Daniel. As canções interpretadas são: "Querência Linda", "O Ipê e o Prisioneiro", "Amargurado" e "Pé de Cedro".
- 23 de agosto – Prosa & Viola

Durante uma partida de sinuca, Daniel e Sr. José Camillo relembram a época da aquisição do bar da família, o início da carreira de Daniel nas rádios, em rodas de viola e gravações dos primeiros discos, o dom natural e a afinação que apresentava desde muito cedo e as vocações e percepções dos demais filhos pelo patriarca. Sr. José Camillo recorda também o amor pelo futebol e as adversidades da vida e da profissão. Já Daniel expressa a importância da música na vida familiar, desde muito jovem até transmitir a mesma emoção para suas filhas. As canções interpretadas são: "Campeão do Pialo" e "Lá Onde Eu Moro".
- 26 de agosto – Moda raiz

As canções interpretadas são: "Um Pouco de Minha Vida", "Herói Sem Medalha", "Boiadeiro Errante" e "Viola Cabocla".
- 30 de agosto – As lembranças da porteira

Daniel fala sobre a energia do campo, a importância da sombra da árvore próximo à porteira onde foram feitas grande parte das gravações do filme. Pai e filho ainda falam sobre a satisfação da retomada do Cine São José, a força da música nesse contexto, os festivais e o início da dupla com João Paulo. As canções interpretadas são: "O Menino da Porteira" e "Sonho de Caboclo".

## Lista de faixas
| N.º            | Título                   | Compositor(es)                                      | Duração |  |
| 1.             | "Amargurado"             | Dino Franco / Tião Carreiro                         | 3:13    |  |
| 2.             | "Pé de Cedro"            | Goiá / Zacarias Mourão                              | 2:46    |  |
| 3.             | "Boiadeiro Errante"      | Teddy Vieira                                        | 3:49    |  |
| 4.             | "O Ipê e o Prisioneiro"  | José Fortuna / Paraíso                              | 3:19    |  |
| 5.             | "O Menino da Porteira"   | Luizinho / Teddy Vieira                             | 3:18    |  |
| 6.             | "Pé de Ipê"              | Tonico                                              | 3:23    |  |
| 7.             | "Sou Seu Fã"             | Elias Muniz                                         | 3:12    |  |
| 8.             | "Caminheiro"             | Jack                                                | 3:58    |  |
| 9.             | "Meu Reino Encantado"    | Valdemar Reis / Vicente P. Machado                  | 3:37    |  |
| 10.            | "Herói Sem Medalha"      | Sulino                                              | 3:59    |  |
| 11.            | "Viola Cabocla"          | Tonico / Piraci                                     | 2:46    |  |
| 12.            | "Lá Onde Eu Moro"        | Tião Carreiro / Luiz de Castro                      | 3:43    |  |
| 13.            | "Sonho de Caboclo"       | Tião do Carro / Ademar Braga                        | 3:18    |  |
| 14.            | "Velha Porteira"         | Ziltinho / Helio Alves                              | 3:40    |  |
| 15.            | "Meu Endereço"           | Carlinhos Rios / Miguel Costa / Cezar               | 3:18    |  |
| 16.            | "Um Pouco de Minha Vida" | Dino Franco                                         | 3:14    |  |
| 17.            | "Preto Velho"            | Jesus Belmiro / Tião Carreiro / Lourival dos Santos | 3:15    |  |
| 18.            | "Recordação"             | Goiá / Nenete                                       | 3:12    |  |
| 19.            | "Saudade"                | Zé Matão / Tião Carreiro                            | 2:23    |  |
| 20.            | "Querência Linda"        | Edward de Marchi                                    | 2:43    |  |
| 21.            | "Campeão do Pialo"       | Sulino / Teddy Vieira                               | 4:01    |  |
| Duração total: | Duração total:           | Duração total:                                      | 1:10:19 |  |

- Nota: Na edição em LP, o álbum é dividido em dois discos. O primeiro da faixa 1 a 5 (lado A) e da 6 a 10 (lado B), e o segundo da 11 a 15 (lado C) e da 16 a 21 (lado D).

## Ficha técnica[19]
- Daniel - direção geral
- Daniel, Rodrigo Costa - direção, produção musical
- Alessandra Meschini - coordenação geral
- Vandinho Tellis - secretário geral, fotos, making of
- Tony Siqueira - hair e make up
- Daniel Nunes de Araújo, Benson Di Monteiro - técnico de gravação (captura de áudio)
- Unidade Móvel Anjos Studio
- Joel Araújo - produtor técnico
- Miguel Mognon Jr. - técnico de RF
- Tony Soares - técnico de monitor
- Juja Kehl - roadie
- Daniel Promoções - realização
- ONErpm - distribuição

Media Arts Productions | Produtora de vídeo
- Marcelo Amiky - diretor geral
- Vini Sitta - diretor de cena
- Leonardo Siqueira Moreira - diretor de fotografia doc
- Gustavo de Martinez Gaspar Martins - técnico de áudio
- Leandro Alves Freitas - assistente de câmera
- Juan Manuel Naves - diretor de fotografia show
- Roberto Ferreira Araújo - gaffer - show
- Dorvalino Carneiro - 1º assistente elétrica
- Danilo de Oliveira - 2º assistente elétrica
- Diego Karman, Luis Carlos Cury, Marcelo Vieira Kron, Pedro Augusto Baldacini - cinegrafistas
- Josemar Lunares - operador de vídeo
- Douglas Ninja Guedes - montador e colorista

LAB 3 TV | Divulgação digital
- Márcinho Bertolone - head de negócios
- Malu Kusanovich - gestão de conteúdo digital
- Bruna Franco, Mari Brovini - edição
- Igor Menezes - capa e arte
- Agradecimentos: Marlene Paniguel, Gloria Bicho, Regina Cantador, Marília Vaz De Arruda Nunes, Marcelo Paniguel, Karina Lourenço e Marcos Balestrero

Músicos
- Rodrigo Costa - direção musical, arranjo, piano, mixagem, masterização
- Emílio Martins - bateria, percussão
- Iono Bass - baixolão
- Gilmar Faustino - violão, requinto
- Fernando Baron - violão
- Nego Júlio - acordeon
- Marcelo Viola - viola caipira